# Eulithis fuscata
Eulithis fuscata là một loài bướm đêm trong họ Geometridae.